# Железопътна линия Хан Крум – Преслав
Железопътната линия Хан Крум – Преслав е железопътна линия с междурелсие 1435 mm, разположена в североизточна България, област Шумен.

## История
Въпросът за построяване на железопътното отклонение Хан Крум – Преслав – Върбица се повдига през 1919 г. със заявление на Върбишкия общински съвет направо до Министерския съвет. В заявлението се предлага използването на върбишките общински гори за добив на дървен материал, годен за траверси и строителство. Едновременно с това Върбишкият общински съвет иска концесия за построяване на 600 mm железопътна линия Хан Крум – Върбица, съгласно закона за индустриалните железопътни линии.
С постановление на Министерския съвет от януари 1920 г. на министъра на железниците, пощите и телеграфите се разпорежда да се пристъпи към извършване на проучвателни работи на исканото железопътно отклонение до Върбишкия балкан.
С второ постановление на Министерския съвет от юли 1920 г. се нарежда да се проучи трасето Хан Крум – Преслав за железопътна линия с междурелсие (1435 mm), за да може впоследствие тя да се продължи до Надарево и се измести трафика от съществуващата „Централна линия“ през Преслав. Проучвателните работи започват през юли 1920 г., пикетирането през март 1922 г., а земните работи през май същата година. Строителството започва значително по-късно.
Отклонението е включено в системата на БДЖ (Български Държавни Железници) на 30 октомври 1936 г. Дължината ѝ е 7200 m, мининимален радиус на хоризонталните криви е 250 m, а максималният наклон на вертикалните криви е 15 ‰. Първоначално е построена с релси тип „РПШ“ (Роман – Плевен – Шумен), по-късно са заменени с по-тежък тип релси.

## В днешни дни
Пътническите влакове в участъка са се обслужвали с ЕМВ серия 32.000. Преустановено е пътническото жп движение в края на 90-те години на XX век. Запазено е било само товарното жп движение - няколко маневрени влака с дизелови локомотиви серия 55. Товародатели са „Винекс Преслав“ (предно име предприятие Винпром в гр. Велики Преслав), „Топливо“, зърнобаза и други. След наводнение през 1999 г. жп гара Велики Преслав е закрита като финансово губеща. След 2000 г. кметската управа прави няколко  срещи, завършили с неуспех, в Министерство на транспорта за възстановяване движението на пътнически влакове. Винпром - гр. Велики Преслав прави опит да вземе на концесия жп линия, преминаваща над р. Врана, но финансовия наем за ползването ѝ се оказва твърде висок за Винпром – гр. Велики Преслав.
Окончателно е закрита за експлоатация през 2002 г. и впоследствие е преобразувана в маневрен район „Преслав“ към жп гара Хан Крум.

## Технически съоръжения

### Гари
| име на гарата | приемно-отправни коловози (ПОК) | приемно-отправни коловози (ПОК) | приемно-отправни коловози (ПОК) | осигурителна инсталация               |
| име на гарата | брой ПОК                        | максимална полезна дължина      | минимална полезна дължина       | осигурителна инсталация               |
| ------------- | ------------------------------- | ------------------------------- | ------------------------------- | ------------------------------------- |
| Хан Крум      | 4                               | 795                             | 670                             | ЕМЦ (електро-механична централизация) |
| Преслав       | 2                               | 375                             | 375                             | без ОИ (без осигурителна инсталация)  |

Единственият жп мост построен по трасето на железопътната линия е стоманен над река Врана и се намира на km 1+250. Дължината му е 30,5 m.